# Horní Radouň
Horní Radouň település Csehországban, a Jindřichův Hradec-i járásban. Horní Radouň Okrouhlá Radouň, Světce, Rosička, Vlčetínec, Lodhéřov, Dívčí Kopy és Mnich településekkel határos. Lakosainak száma 254 fő (2024. január 1.).

## Népesség
A település lakosságának változását az alábbi diagram mutatja:
| Lakosok száma | 1245 | 1175 | 1018 | 592  | 401  | 256  | 242  | 240  | 244  | 254  |
|               | 1869 | 1890 | 1921 | 1950 | 1980 | 2001 | 2017 | 2019 | 2022 | 2024 |